# Бакбак-Деві
Бакбак-Деві  (груз. ბაყბაყ-დევი)— в грузинських міфах — один з девів.
Жив Бакбак-Деві в гущавині лісу. Його представляли злим багатоголовим монстром, масу якого ледве витримує земля. Він вважався людожером, який разом зі своїми підручними пожирав людей.
Бакбак-Деві в міфах завжди зазнавав поразки від позитивного героя.